# 900-е годы до н. э.
900-е (девятисо́тые) го́ды до на́шей э́ры по пролептическому юлианскому календарю — промежуток времени с 1 января 909 года до н. э. по 31 декабря 900 года до н. э., включающий с 909 по 901 годы 10-го десятилетия X века и 900 год 1-го десятилетия IX века 1-го тысячелетия до н. э. Им предшествовали 910-е годы до н. э., за ними следовали 890-е годы до н. э. Они закончились 2925 лет назад.

## Датированные события
О принципах датировки см. X век до н. э.
- 910 (2-й год Асы[1]) — умер царь Израиля Иеровоам I, на престол взошёл Надав.
- 910 (или 911), октябрь—ноябрь — поход Адад-нирари II в страны Хабхи, Мехри и Кумме, захват области Кадмухе.
- 909 (3-й год Асы[2]) — убит царь Израиля Надав, на престол взошёл Вааса.
- 907 — родился будущий царь Иудеи Иосафат (Воцарился в 35 лет[3]).
- 906 (или 888, или 897) — умер царь Тира Метусастарт, на престол взошёл его брат Астарим.
- Ок. 905 — победа Адад-нирари II над вавилонянами.
- 902 (10-й год Асы[4]) — согласно Библии, поход «царя эфиопского» Зарая на Иудею.